# Salcia
Salcia es una comuna ubicada en el distrito de Teleorman, Rumania.

## Superficie
Posee una superficie de 61,93 kilómetros cuadrados.

## Demografía
Hasta 2021 la población era de 2010 habitantes, con una densidad de población de 32,46 habitantes por kilómetro cuadrado.